# Liste der Monuments historiques in Bonson (Alpes-Maritimes)
Die Liste der Monuments historiques in Bonson (Alpes-Maritimes) führt die Monuments historiques in der französischen Gemeinde Bonson auf.

## Liste der Objekte
| Bezeichnung                | Beschreibung | Standort | Kennzeichnung | Schutzstatus | Datum | Bild           |
| -------------------------- | --- | -------- | ------------- | ------------ | ----- | -------------- |
| Prozessionskreuz           | Silber, vergoldet, 15. Jahrhundert; in der Kirche St-Benoît | (Lage)   | PM06000063    | Classé       | 1918  |                |
| Ensemble von drei Retabeln | umfasst PM06001494, PM06001495 und PM06001496; in der Kirche St-Benoît | (Lage)   | PM06000062    | Classé       | 1910  |                |
| Benediktsaltar             | Retabel mit 10 Tafelgemälden, Darstellung des heiligen Benedikt, der Mater Dolorosa und von acht weiteren Heiligen, Öl auf Holz, Holzrahmen, 16. Jahrhundert, Jacques Durandi zugeschrieben; in der Kirche St-Benoît | (Lage)   | PM06001494    | Classé       | 1910  | weitere Bilder |
| Johannesretabel            | Retabel mit Johannes dem Täufer, der heiligen Klara von Assisi und der heiligen Katharina, Öl auf Holz, Holzrahmen, 1517, von Antonio Brea; in der Kirche St-Benoît                                                  | (Lage)   | PM06001495    | Classé       | 1910  | weitere Bilder |
| Antoniusaltar              | Retabel mit Antonius dem Großen und vier weiteren Heiligen, 1480; in der Kirche St-Benoît | (Lage)   | PM06001496    | Classé       | 1910  |                |